# Церква святого великомученика Димитрія (Сорока)
Церква святого великомученика Димитрія в Сороці — парафія і храм греко-католицької громади Гримайлівського деканату Бучацької єпархії Української греко-католицької церкви в селі Сорока Чортківського району Тернопільської области.

## Історія церкви
Храм у селі Сорока був збудований у 1889–1906 роках, замінивши невелику дерев'яну церкву. До 1946 року він належав до Української греко-католицької церкви.
Після 1946 року греко-католицька громада відмовилася від переходу в московське православ'я. У роки підпілля УГКЦ таємні богослужіння в селі проводили священники катакомбної церкви.
Після легалізації УГКЦ у 1989–1990 роках у храмі служили священники РПЦ, але греко-католицька громада прагнула повернутися до своєї віри. Це призвело до релігійної конфронтації з вірянами УАПЦ (нині ПЦУ). Оскільки православних було більше, вони захопили храм, який і досі залишається в їхній власності.
У 1995 році греко-католицька громада збудувала капличку на території храму.
При парафії діють братство Апостольство молитви та Параманне братство. На території села встановлена фігура святого Димитрія і хрест Борцям за волю України.

## Парохи
- о. Микола Цегельський (1926—1946),
- о. Василь Семенюк,
- о. Іван Сеньків,
- о. Олег Сарабун,
- о. Василь Школяр,
- о. Ярослав Палій,
- о. Іван Кикуш.